# Facility point
Facility point is een centraal voorzieningpunt op een bedrijventerrein. Het omvat bedrijfsondersteunende activiteiten gecentraliseerd op het bedrijventerrein met hoge uitstraling naar de omgeving. Eigenlijk is het Facility point een bedrijvenondersteunend bedrijvencluster met een scala van mogelijkheden waaronder: hotel, horeca, flexwerkplekken, vergaderruimte, shop voor vergeten boodschappen, kinderdagverblijf, fitnesscentrum, gezondheidscentrum met ARBO diensten, ruimte ten behoeve van parkmanagement, brandstofverkooppunt, kantoorservices, en postkantoor.